# Старичье
Старичье — деревня в Крутинском районе Омской области, в составе Новокарасукского сельского поселения.

## История
Основана в 1821 году. В 1928 г. состояла из 83 хозяйств, основное население — русские. В составе Ново-Карасукского сельсовета Крутинского района Омского округа Сибирского края.

## Население
| 2010 |
| ---- |
| 3    |